# Список дипломатических миссий Сент-Люсии
Список дипломатических миссий Сент-Люсии — восточно-карибское остров-государство Сент-Люсия имеет крайне ограниченное число дипломатических представительств за рубежом. В государствах — членах Британского содружества, в которое входит также и Сент-Люсия, её посольства возглавляет высший комиссар в ранге посла. Дипломатические миссии Сент-Люсии в Брюсселе и в Оттаве представляют также интересы Организации Восточно-карибских государств.

## Европа
- Бельгия, Брюссель (посольство)
- Франция, Фор-де-Франс, Мартиника (генеральное консульство)
- Великобритания, Лондон (высший комиссариат)

## Америка
- Канада, Оттава (высший комиссариат)
  - Торонто (генеральное консульство)
- Куба, Гавана (посольство)
- США, Вашингтон (посольство)
  - Нью-Йорк (генеральное консульство)

## Международные организации
- - Брюссель (представительство при ЕС)
  - Нью-Йорк (постоянное представительство при ООН)
  - Вашингтон (постоянное представительство при ОАГ)